# Адамовка (Волынская область)
Ада́мовка (укр. Адамівка) — село в Забродовской сельской общине Ковельского района Волынской области Украины.
До 2020 года входило в Ратновский район.
Код КОАТУУ — 0724285802. Население по переписи 2001 года составляет 282 человека. Почтовый индекс — 44163. Телефонный код — 3366. Занимает площадь 0,746 км².